# 10162 Issunboushi
10162 Issunboushi este un asteroid din centura principală de asteroizi.

## Descriere
10162 Issunboushi este un asteroid din centura principală de asteroizi. A fost descoperit pe 2 ianuarie 1995 la Ojima de Tsuneo Niijima și Takeshi Urata. Asteroidul prezintă o orbită caracterizată de o semiaxă mare de 2,46 ua, o excentricitate de 0,09 și o înclinație de 7,0° în raport cu ecliptica.